# The Razor’s Edge
The Razor’s Edge – dwunasty album studyjny australijskiego zespołu AC/DC, wydany 21 września 1990 roku. Jest to jedyny album studyjny zespołu nagrany z perkusistą Chrisem Slade’em. Album zawiera jedne z najpopularniejszych utworów zespołu, takie jak „Thunderstruck” i „Moneytalks”. Album osiągnął 2. pozycję w USA i 4. w Wielkiej Brytanii. Został sprzedany obecnie w ponad 5 milionach kopii w USA.
Po wydaniu albumu zespół wyruszył w światową trasę koncertową, która jest prawdopodobnie najsłynniejszą jego trasą. Zespół wykonywał z tego albumu głównie trzy utwory (a zarazem single) „Thunderstruck”, „Are You Ready”, i „Moneytalks”, podczas którego na publikę były zrzucane „Angus Bucks”.

## Lista utworów
1. „Thunderstruck” – 4:52
2. „Fire Your Guns” – 2:54
3. „Moneytalks” – 3:46
4. „The Razor’s Edge” – 4:22
5. „Mistress for Christmas” – 3:59
6. „Rock Your Heart Out” – 4:06
7. „Are You Ready” – 4:10
8. „Got You By the Balls” – 4:30
9. „Shot of Love” – 3:56
10. „Let’s Make It” – 3:32
11. „Goodbye and Good Riddance to Bad Luck” – 3:13
12. „If You Dare” – 3:08

- Kompozytorami wszystkich utworów są Angus Young i Malcolm Young.

## Wykonawcy
- Angus Young – gitara prowadząca
- Malcolm Young – gitara rytmiczna
- Brian Johnson – śpiew
- Chris Slade – perkusja
- Cliff Williams – gitara basowa